# Fédération jurassienne
La Fédération jurassienne, fondée le 12 novembre 1871 par James Guillaume et Adhémar Schwitzguébel à Sonvilier, en Suisse était la représentante de l'anarchisme en Suisse. Acquise aux idées libertaires de Mikhaïl Bakounine, elle s'affirme durant une décennie comme la figure de proue de l'Internationale antiautoritaire.
Après l'exclusion de Bakounine et de James Guillaume de l'Association internationale des travailleurs au congrès de La Haye en septembre 1872, elle organise le Congrès de Saint-Imier qui regroupe les fédérations de l'Internationale (italienne, espagnole, française et deux sections américaines) qui refusent de reconnaître la politique menée par le Conseil général de Londres dominé par Karl Marx.

## Historique

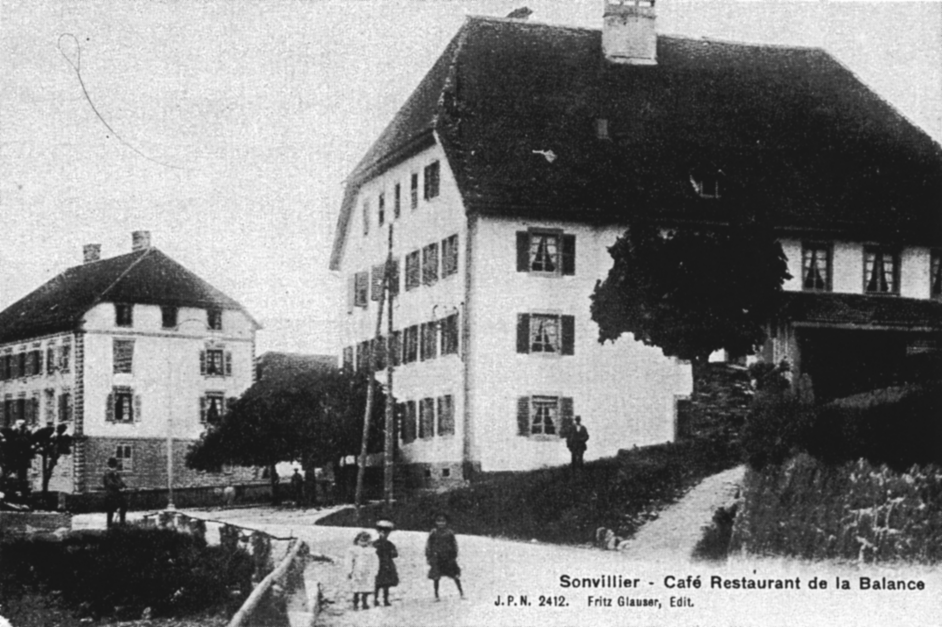
Hôtel de la Balance à Sonvilier ou est fondée la Fédération Jurassienne le 12 novembre 1871.

Ses principales figures sont Mikhaïl Bakounine, James Guillaume, Adhémar Schwitzguébel, Severino Albarracín, Carlo Cafiero, Errico Malatesta, ou encore Élisée Reclus. Ils étaient engagés auprès de l'AIT et des événements de la Commune notamment à Lyon et Besançon.
En 1866 est fondée une section de l'Association internationale des travailleurs à Saint Imier.

### Le congrès de Sonvilier de 1871
Le 30 octobre 1871 se réunissent à Saint Imier au restaurant de la Clef les délégués des sections jurassiennes de la première Internationale : Auguste Spichiger du Locle, James Guillaume et Adhémar Schwitzguébel du Jura. Ils décident de la tenue d'un congrès régional à Sonvilier à l'Hôtel de la Balance.

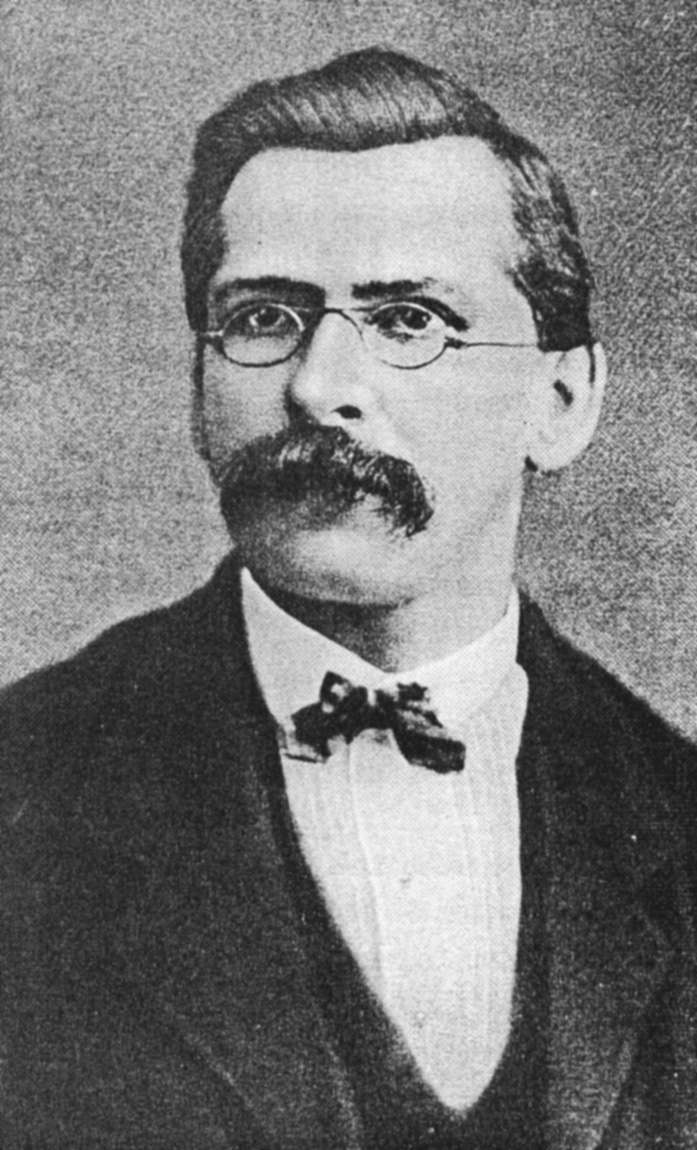
Adhémar Schwitzguébel

La Fédération Jurassienne est fondée officiellement le 12 novembre 1871 à Sonvilier par James Guillaume et Adhémar Shwitzguébel durant le congrès de Sonvilier,. À l'origine, la fédération s'oppose aux thèses de Marx sur le rôle politique et sa conception d'un État populaire, rejoignant en cela les thèses anarchistes de Bakounine, ce qui conduit en 1872 à l'exclusion des tenants marxistes de la fédération.

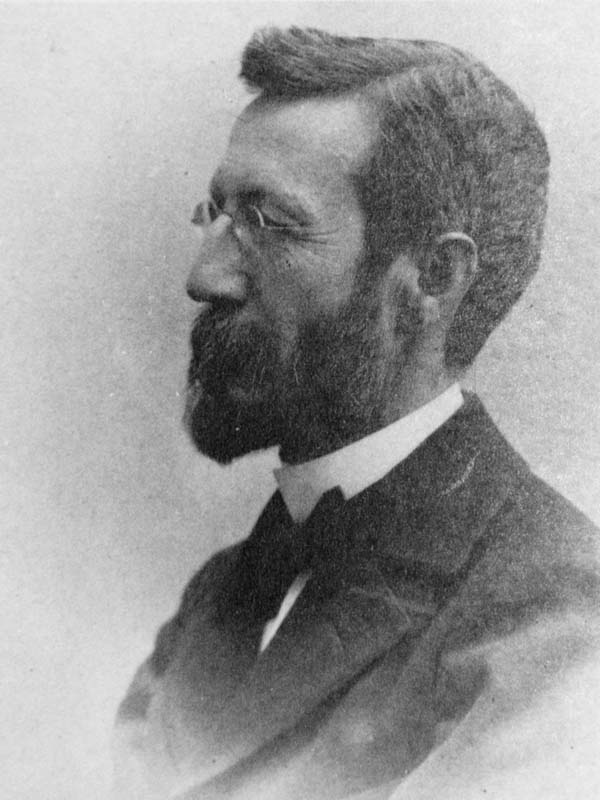
James Guillaume, anarchiste suisse, membre de la Fédération jurassienne.

Huit sections régionales sont représentées au congrès de Sonvilier : le graveur Frédéric Graisier, et le guillocheur Auguste Spichiger pour Le Locle, l'horloger Numa Brandt pour La Chaux-de-Fonds, le serrurier A. Dupuis, et le typographe James Guillaume pour Neuchâtel, l'horloger boîtier Henri Devenoges et le graveur guillocheur Léon Schwitzguébel pour Courtelary, l'horloger Fritz Tschui et le graveur Justin Guerber pour Sonvilier, : les horlogers A. Scheuner et Louis Cartier pour Saint Imier, les graveurs et guillocheurs du district Courtelary Charles Chopard et Alfred Jeanrenaud, l'horloger Christian Hofer pour Moutier.

### Le congrès de Saint Imier de 1872

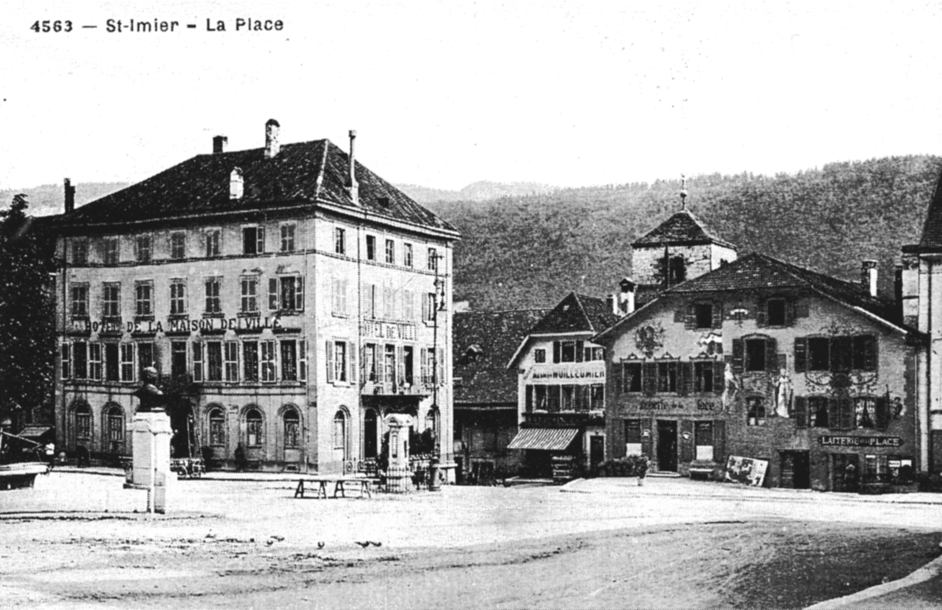
Hôtel de Ville à Saint Imier où fut fondée officiellement la Fédération Jurassienne.

Le pacte de Saint-Imier, acte de naissance de l'Internationale antiautoritaire, fut adopté le 15 septembre 1872 dans le cadre d'un congrès extraordinaire à l'Hôtel de Ville convoqué dans l'urgence par la Fédération jurassienne au lendemain du congrès de l'Association internationale des travailleurs à La Haye. Mikhaïl Bakounine présente alors ses idées au restaurant de la clef,,. Le restaurant de la clef est détruit en 1996. Le congrès est considéré comme l'acte fondateur de la fédération, mais les statuts avaient déjà été communiqués lors du congrès de Sonvilier.
Active à l'origine surtout dans le Jura bernois et les Montagnes neuchâteloises, elle tisse peu à peu sa toile et à son apogée, vers 1877, elle compte une trentaine de sections réparties dans les cantons de Berne, Neuchâtel, Bâle, Vaud, Fribourg et Genève.
Pierre Kropotkine participe également à la fédération jurassienne dans la dernière partie de son existence.
La Fédération jurassienne disparaît en 1880, sous le coup de dissensions idéologiques et de la mécanisation de l'industrie horlogère.

## Bulletin de la Fédération jurassienne

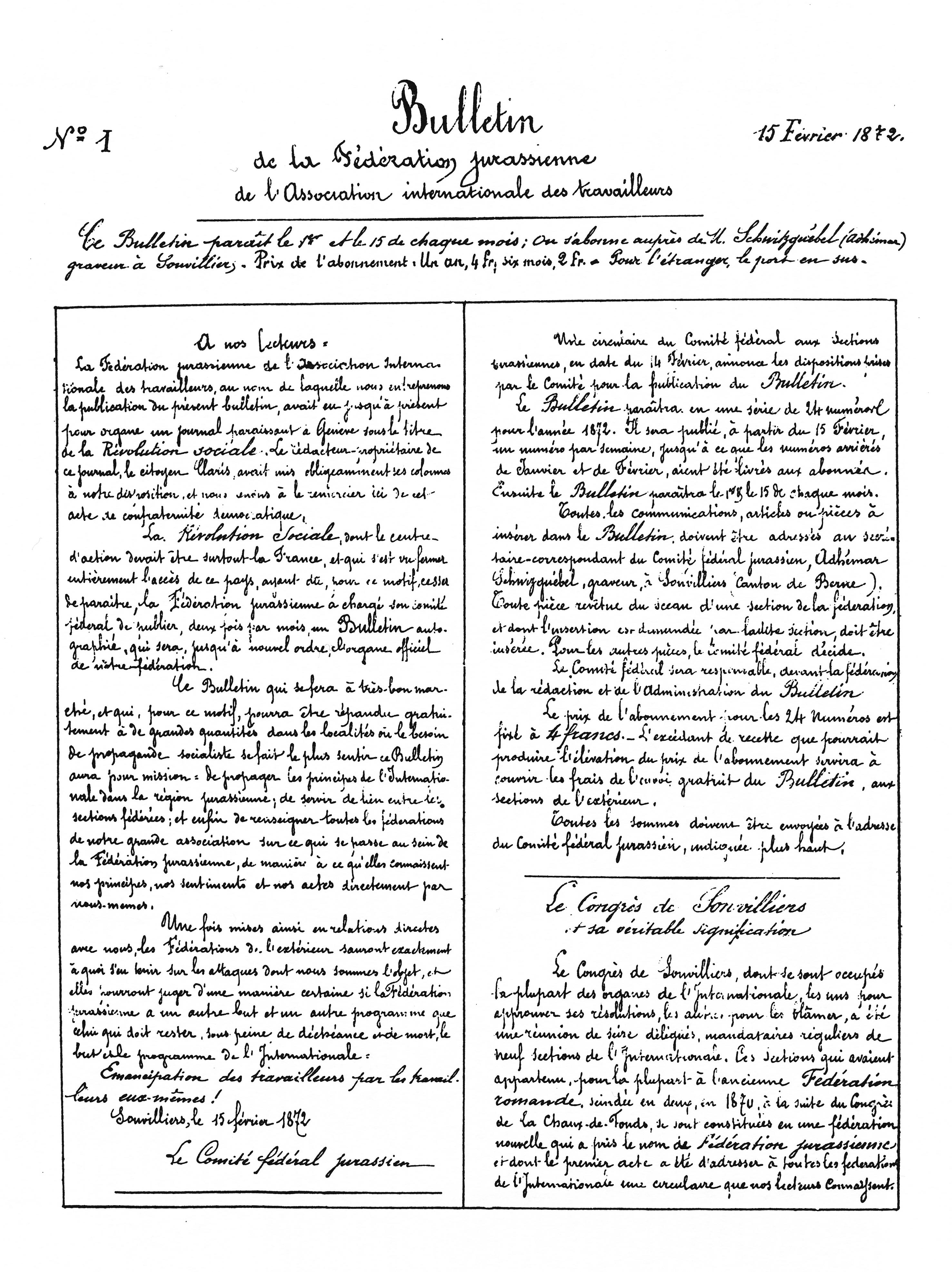
Premier Bulletin de la Fédération Jurassienne du 15 février 1872 écrit par James Guillaume.

Ses revendications s'expriment dans les colonnes du Bulletin de la Fédération jurassienne, publié entre février 1872 et 1878,,. Le bulletin est imprimé à quelque 600 exemplaires, compte 300 adhérents et est distribué dans plusieurs pays.

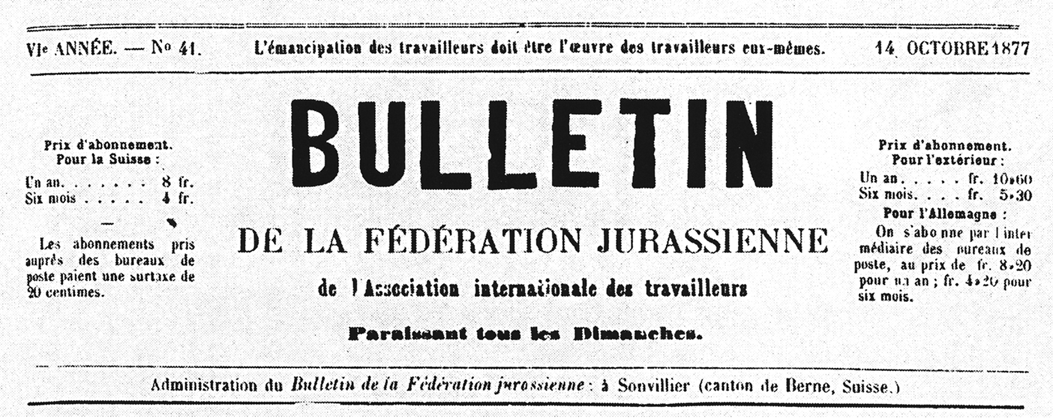
Bulletin de la Fédération jurassienne.

## Publications
- Bulletins de la Fédération jurassienne (1872-1878) [lire en ligne]